# Pequeño Maracanazo

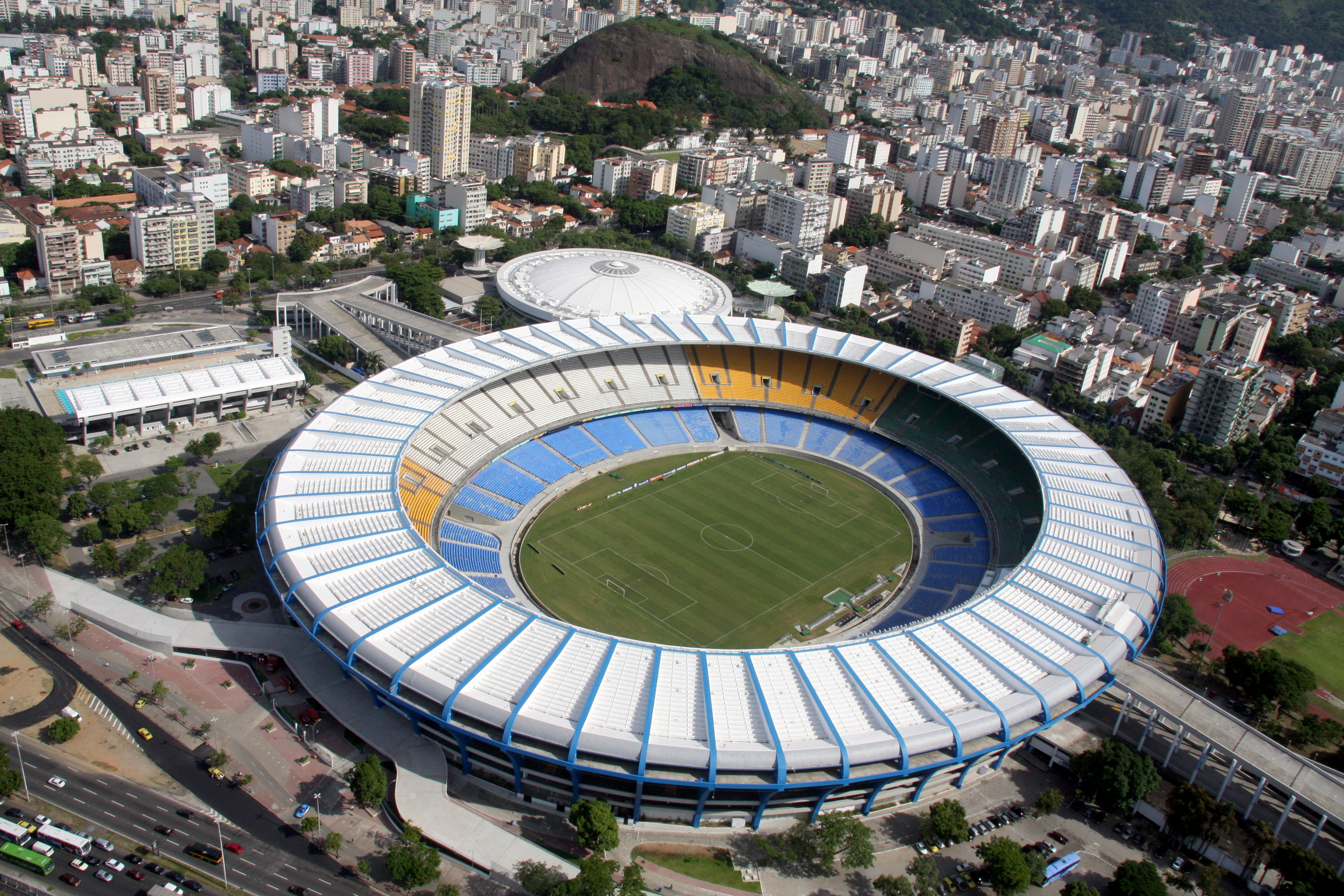
O Maracanã, onde o Deportivo Italia ganhou 1-0 ao Fluminense Football Club

Pequeno Maracanazo foi um jogo histórico da Taça Libertadores, disputado em 1971 entre Deportivo Italia da Venezuela e Fluminense do Brasil, no Maracanã, no Rio de Janeiro.

## História
O Deportivo Itália participou seis vezes da Copa Libertadores da América (1964, 1966, 1967, 1969, 1971 e 1972), tendo sido a primeira equipe venezuelana na história a atingir a segunda fase da prova (1964). Outra façanha digna de nota foi o famoso "Pequeno Maracanazo" de 1971, quando o Deportivo Italia ganhou no Maracanã 1-0 ao Fluminense, campeão brasileiro à época.
Disputando a Taça Libertadores do 1971,como vice-campeão venezuelano (o campeão tinha sido o Galicia FC) o Deportivo Itália, que aliás atua com o uniforme idêntico a seleção italiana por questões óbvias, veio jogar sua última partida no estádio do Maracanã em 3 de Março de 1971 contra o tricolor carioca. No jogo de ida em Caracas tinha tomado de 6x0, jogar no Maracanã era a realização de um sonho.
O Fluminense disputava palmo a palmo com o Palmeiras ,o outro brasileiro do grupo a única vaga, só o vencedor passava a fase seguinte.
Enfim, segundo a imprensa venezuelana esta data foi além da vingança da derrota na fase de ida, um “Pequeno Maracanazo”, porque ao vencer a partida por 1x0 em pleno Maracanã, com um gol do zagueiro-central Tenorio, a humilde equipe venezuelana conseguiu um feito que nem os grandes clubes brasileiros haviam conseguido ainda, derrotar o imbatível tricolor das Laranjeiras, que vinha de 4 vitórias seguidas inclusive sobre o Palmeiras em São Paulo por 2x0, o Flu treinado na época pelo Mário Zagallo (Lobo Zagalo).

Mino D'Ambrosio e Rey Pele'

Numa partida que passou na televisão e nas rádios brasileiras e diante de 26.000 espectadores, a Azzurra Venezuelana do Caracas derrotou o invicto tricolor, "campeão brasileiro" da época por vencer a Taça de Prata um ano antes, segundo os venezuelanos esta foi umas das maiores glórias do futebol do país de todos os tempos, ao derrotar uma das maiores equipes brasileiras no maior estádio do mundo (assim como haviam feito os uruguaios 21 anos antes, claro que nas suas devidas proporções).
O Deportivo Italia, que terminou em terceiro no grupo, atrás do próprio Fluminense, atuou com Vito Fasano (por sua atuação nesta partida foi contratado por um clube brasileiro, que desconheço qual seja, Vito era de origem italiana). Na zaga tinham Carlos “Chiquichagua” Marín, Tenorio, Ferddie Elie e Vicente Arrud. No meio Delman “Pito” Useche, Negri e Rui. E no ataque jogaram Alcyr que foi substituído por Bahiano, Beto e Militello. Uma equipe que entrou na história do futebol do país.